# Jagdgeschwader 433
A Jagdgeschwader 433 foi uma asa de caças da Luftwaffe, durante a Alemanha Nazi. Foi criada no dia 1 de novembro de 1938 e extinta no dia 1 de maio de 1939. Operou aviões de caça Messerschmitt Bf 109. Quando foi extinta, as suas unidades foram repartidas pelas Jagdgeschwader 54 e Jagdgeschwader 77.